# Bombus neoboreus
Bombus neoboreus là một loài Hymenoptera trong họ Apidae. Loài này được Sladen mô tả khoa học năm 1919.